# Ordine del Vello d'oro
L'Ordine del Vello d'Oro è un'onorificenza della Georgia.

## Storia
L'Ordine è stato fondato il 26 giugno 1998.

## Assegnazione
L'Ordine è assegnato a cittadini stranieri e apolidi per i loro contributi significativi per il sistema statale della Repubblica di Georgia, la sua sicurezza nazionale, la sovranità e l'integrità territoriale, la formazione di una società democratica e libera, la creazione di utili relazioni bilaterali con i paesi terzi e le organizzazioni internazionali che proteggono i diritti dei cittadini georgiani residenti all'estero, la divulgazione della cultura georgiana, lo sviluppo dell'arte e della scienza della Georgia.

## Insegne
- Il nastro è blu con due strisce gialle ai lati.

## Insigniti
1. Süleyman Demirel (1999) - Presidente della Turchia
2. Gerhard Schröder (2000) - Cancelliere federale della Germania
3. Heydər Əliyev (2001) - Presidente dell'Azerbaigian
4. Juan Antonio Samaranch (2001) - Presidente del Comitato Olimpico Internazionale
5. Elisabetta II del Regno Unito (2002) - Regina del Regno Unito e dei reami del Commonwealth
6. Islom Karimov (2003) - Presidente dell'Uzbekistan
7. Rasul Gamzatov (2003) - Poeta
8. Kirsan Nikolaevič Iljumžinov (2003) - Presidente della Repubblica autonoma di Calmucchia
9. Bartolomeo (2007) - Patriarca ecumenico di Costantinopoli
10. Toomas Hendrik Ilves (2007) - Presidente dell'Estonia
11. Kursad Tuzmen (2009) - Ministro di Stato della Turchia
12. Neredin Chelmid (2009) - Imprenditore turco
13. Serž Sargsyan (2009) - Presidente dell'Armenia
14. Allahshukur Pashazadeh (2009) - Capo dell'Ufficio dei musulmani del Caucaso
15. Matthew Bryza (2009) - Portavoce del Dipartimento di Stato americano
16. Viktor Juščenko (2009) - Presidente dell'Ucraina
17. Marie-Anne Isler-Béguin (2009) - Deputata francese al Parlamento europeo
18. Nesik Boskir (2009) - Accademico e fondatore dell'Università turca in Georgia
19. Gianni Buquicchio (2010) - Presidente della Commissione di Venezia del Consiglio d'Europa
20. Javier Solana (2010) - Capo dell'Agenzia europea per la difesa
21. Strobe Talbott (2010) - Vice segretario di Stato degli Stati Uniti
22. Recep Tayyip Erdoğan (18 maggio 2010) - Presidente della Turchia
23. Abd Allah II di Giordania (29 maggio 2022) - Re di Giordania